# Eighth Army (British Army)
L'Eighth Army fu l'unità militare operativa del British Army che, a partire dall'estate 1941, raggruppava le forze combattenti del Commonwealth delle nazioni schierate nel Medio Oriente durante la seconda guerra mondiale, conducendo le operazioni offensive e difensive nella campagna del Nordafrica contro le forze italo-tedesche, dapprima per la difesa del Canale di Suez e poi per la conquista del Nordafrica; l'armata venne impiegata poi nella campagna d'Italia, prendendo parte allo sbarco in Sicilia e risalendo lentamente la penisola insieme alle altre forze alleate fino alla resa delle forze italo-tedesche a seguito dell'offensiva di primavera e la conclusione del conflitto.

## Costituzione dell'Armata

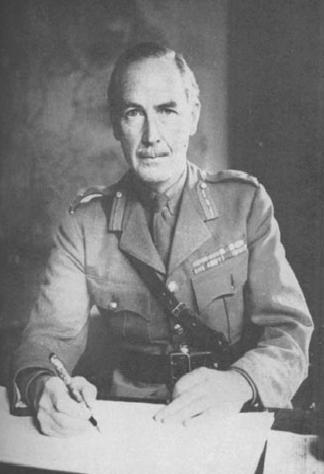
Il generale Alan Cunningham, il primo comandante della VIII Armata.

L'armata raccolse l'eredità della Western Desert Force, comandata all'inizio della guerra dal generale Richard O'Connor (dipendente dai generali Henry Maitland Wilson - comando Armata del Nilo - e Archibald Wavell - Comando Medio Oriente), che sconfisse durante l'Operazione Compass le forze italiane comandate dal generale Rodolfo Graziani.
Costituita nell'estate 1941 su iniziativa del nuovo comandante del teatro bellico del Medio Oriente, generale Claude Auchinleck, raggruppava due corpi d'armata: il XIII (nuova denominazione dal gennaio 1941 della vecchia Western Desert Force) al comando del generale Godwin-Austen, e il nuovo XXX Corpo d'armata del generale Willoughby Norrie, in cui erano state raggruppate tutte le numerose forze corazzate dell'armata.
Il primo effettivo comandante in capo della VIII Armata fu il generale Alan Cunningham (fratello dell'ammiraglio Andrew Cunningham), conquistatore di Addis Abeba e reduce dalla brillante e prestigiosa vittoria in Africa Orientale contro gli italiani.

## Vittorie e sconfitte

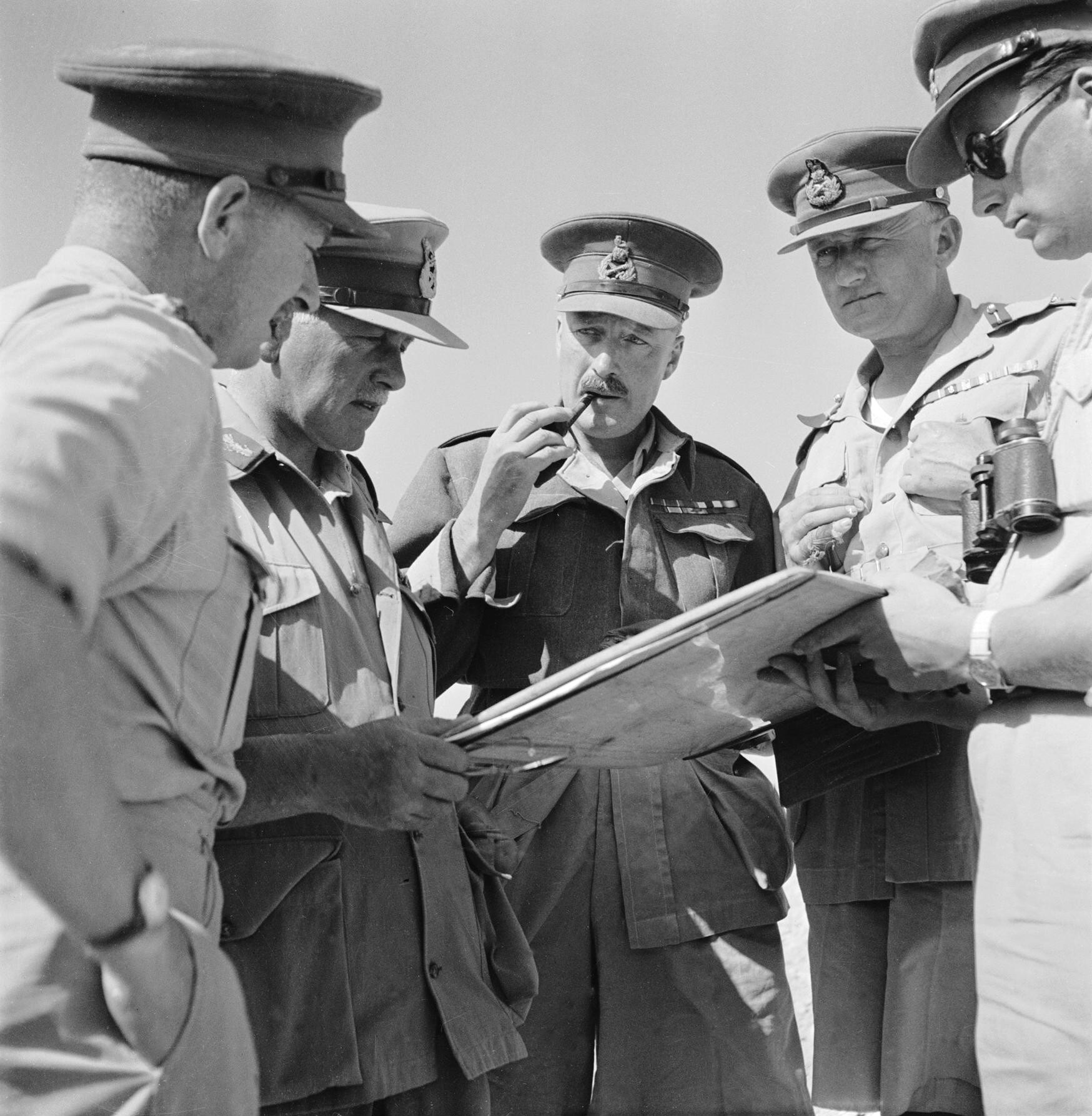
Il generale Neil Ritchie (al centro con i baffi); sulla sua sinistra il generale William Gott, comandante designato della VIII Armata prima di Montgomery.

A causa del fallimento della prima fase dell'operazione Crusader del novembre 1941, Cunningham venne sostituito in piena battaglia dal generale Neil Ritchie (sotto lo stretto controllo diretto di Auchinleck) che mantenne il comando dell'armata fino alle sconfitte di Gazala e Tobruch (giugno 1942). Di fronte alla disfatta, Auchinleck assunse direttamente il comando della VIII Armata e riuscì a mantenere le posizioni di El Alamein.
Nonostante questo successo difensivo, Churchill decise di sostituire Auchinleck, nominando alla testa del Comando del Medio Oriente il generale Alexander e al comando diretto della VIII Armata, in un primo tempo il generale William Gott e, dopo la tragica morte di quest'ultimo il 7 agosto 1942 (durante uno scontro aereo con caccia tedeschi), il generale Montgomery (che era il candidato preferito del capo di stato maggiore imperiale Alan Brooke e non di Churchill).

## Da El Alamein alla fine della guerra

Il generale Bernard Montgomery, il prestigioso vincitore della battaglia di El Alamein.

Montgomery avrebbe energicamente riorganizzato e rinforzato l'armata (grazie anche agli ingenti rinforzi) e l'avrebbe condotta ad una prestigiosa serie di vittorie, fino alla resa delle forze dell'Asse in Tunisia e durante la prima fase della campagna d'Italia, fino al raggiungimento della linea del Sangro.
Dopo il trasferimento di Montgomery al comando delle forze terrestri alleate destinate a sferrare la gigantesca operazione Overlord in Normandia, alla testa della VIII Armata (rimasta in Italia fino al termine della guerra) si succedettero i generali Oliver Leese (dal 31 dicembre 1943) e Richard McCreery (dal 1º ottobre 1944), che diressero le ultime e dure battaglie sul fronte mediterraneo.

## Comandanti dell'VIII Armata
1. Alan Cunningham: 9 settembre – 26 novembre 1941
2. Neil Ritchie: 26 novembre 1941 – 25 giugno 1942
3. Claude Auchinleck: 25 giugno – 13 agosto 1942
4. Bernard Montgomery: 13 agosto 1942 – 31 dicembre 1943
5. Oliver Leese: 31 dicembre 1943 – 1º ottobre 1944
6. Richard McCreery: 1º ottobre 1944 – luglio 1945